# Darby O'Gill et les Farfadets
Pour plus de détails, voir Fiche technique et Distribution.
Darby O'Gill et les Farfadets (Darby O'Gill and the Little People) est un film des studios Walt Disney réalisé en 1959 par Robert Stevenson d'après les nouvelles de Herminie Templeton Kavanagh (1861–1933).

## Synopsis
Dans la petite ville irlandaise de Rathcullen, Comté Kerry, Darby O'Gill est le garde-chasse vieillissant de la propriété de Lord Fitzpatrick, où il vit dans un pavillon voisin avec sa charmante fille, presque adulte, Katie. Darby passe la plupart de son temps dans le pub de ville, régalant ses amis d'histoires sur ses tentatives pour attraper les lutins (Leprechaun), particulièrement leur roi, Brian Connors. Comme Darby est payé à mi-temps comme laboureur, Lord Fitzpatrick décide de le mettre à la retraite avec la moitié de sa paie, de l'installer gratuitement avec sa fille dans une autre maison et d'engager un jeune dublinois nommé Michael McBride. Darby demande à Michael de cacher à Katie qu'il le remplace, ce qu'il accepte à contre-cœur.
La nuit même, en poursuivant son cheval emballé nommé Cleopatra (qui est en réalité un gobelin), Darby est capturé par les lutins sur le sommet de la montagne magique Knocknasheega. Darby apprend que le Roi Brian l'a amené dans la montagne pour que Darby puisse éviter d'avouer honteusement à Katie de la perte de son travail. Cependant, Darby dupe les lutins en les embarquant dans une chasse au renard en jouant The Fox Chase pour eux sur un violon Stradivarius, prêté par le Roi Brian.

## Fiche technique
- Titre original : Darby O'Gill and the Little People
- Titre français : Darby O'Gill et les Farfadets
- Réalisateur : Robert Stevenson assisté de Robert G. Shannon
- Scénario : Lawrence Edward Watkin d'après les histoires de Herminie Templeton Kavanagh
- Directeur de la photographie : Winton C. Hoch
- Montage : Stanley E. Johnson
- Direction artistique : Carroll Clark, William Tuntke
  - Département stylistique : Don DaGradi, Peter Ellenshaw
- Décorateurs de plateau : Fred M. MacLean, Emile Kuri
- Maquillage : Pat McNalley
- Coiffure : Ruth Sandifer
- Technicien du son : Robert O. Cook (superviseur), Dean Thomas (mixeur)
- Effets visuels :
  - Effets photographiques : Peter Ellenshaw, Eustace Lycett
  - Artiste Matte : Jim Fetherolf, Albert Whitlock
- Effet d'animation : Joshua Meador
- Costumes : Gertrude Casey, Chuck Keehne
- Musique
  - Composition originale : Oliver Wallace
  - Chef d'orchestre : Clifford Vaughan
  - Montage musical : Evelyn Kennedy
  - Chansons : Oliver Wallace et Lawrence E. Watkin (The Wishing Song, Pretty Irish Girl)
- Société de production : Walt Disney Productions
- Société de distribution : Buena Vista Film Distribution Company
- Pays de production:  États-Unis
- Langue : anglais
- Format : Couleur
- Durée : 93 min

Sauf mention contraire, les informations proviennent des sources suivantes : Leonard Maltin, John West et IMDb

## Distribution
Bien que le film date de 1959, la version française n'a été effectuée qu'en 1987.
- Albert Sharpe (VF : Philippe Dumat) : Darby O'Gill
- Janet Munro (VF : Emmanuèle Bondeville) : Katie O'Gill
- Sean Connery (VF : Jean-Claude Michel) : Michael McBride
- Jimmy O'Dea (VF : Roger Carel) : King Brian
- Kieron Moore (VF : Sady Rebbot) : Pony Sugrue
- Estelle Winwood (VF : Monique Thierry) : Sheelah Sugrue
- Walter Fitzgerald (VF : Jacques Ferrière) : Lord Fitzpatrick
- Denis O'Dea (VF : Jean Berger) : Father Murphy
- J.G. Devlin (VF : Henri Labussière) : Tom Kerrigan
- Jack MacGowran : Phadrig Oge
- Farrell Pelly (VF : Jacques Ferrière) : Paddy Scanlon
- Nora O'Mahoney : Molly Malloy

Source : Leonard Maltin, Dave Smith, John West et IMDb

## Sorties cinéma
Sauf mention contraire, les informations suivantes sont issues de l'Internet Movie Database.
- Irlande : 24 juin 1959 première mondiale à Dublin[7]
- États-Unis : 26 juin 1959, première à Los Angeles[2]; 29 juin 1959 première à New York
- Japon : 26 mars 1960

## Origine et production
Les origines du film remontent au milieu des années 1940 et à l'été 1946 : une équipe du studio se rend en Irlande pour un voyage préparatoire,. En 1947, Disney engage le scénariste Lawrence Edward Watkin pour écrire un script basé sur les histoires de Herminie Templeton Kavanagh, Darby O'Gill and the Good People (1901-1902) et Ashes of Old Wishes and Other Darby O'Gill Tales (1926). C'est principalement sur ce second livre que s'inspire le film. Watkin, ancien professeur d'anglais et auteur, effectue deux voyages en Irlande pour des recherches. Watkin avait débuté chez Disney au début des années 1950 comme scénariste avant de devenir le « scénariste en chef » du studio. Don DaGradi a imaginé les prises de vue, depuis les angles de caméras aux axes de développement des personnages, pour les scènes avec des farfadets.
Au cours de l’année 1948, après avoir vu le comédien Albert Sharpe dans le rôle de Finian McLonergan, un Irlandais d'âge mûr dans la comédie musicale Finian's Rainbow à Broadway, Walt Disney sait qu'il a trouvé son acteur pour le rôle-titre de Darby O'Gill. En décembre 1948, Walt Disney se rend lui-même en Irlande et annonce la production d'un film alors nommé The Little People. Les autres acteurs sont en grande partie issus des troupes de théâtre irlandaises dont l'Abbey Theatre.
Par la suite, le projet est repoussé plusieurs fois afin de gérer des tâches plus immédiates, mais la production n'est pas pour autant stoppée. Les acteurs Janet Munro et Sean Connery ont été découverts par le studio Disney lors d'un casting au Royaume-Uni et en Irlande avec près de 300 auditions. Janet Munro avait été élue Miss Télévision Angleterre en 1958 et sélectionnée parmi cinquante jeunes filles venues pour le rôle de Katie O'Gill. Toutefois les tenues vestimentaires de la jeune fille, des jupes ne descendant pas jusqu'au genou, étaient un souci pour le service publicité du studio.
Le film Darby O'Gill et les Farfadets prend à contre-pieds les précédentes productions britanniques du studio en tournant le film non pas en Irlande mais en Californie grâce à l'usage intensif de peinture matte. Aucune des scènes n'a été tournée en Irlande et les décors en extérieur sont ceux des studios Disney, du Albertson Ranch à Cottonwood et du Rowland V. Lee Ranch,. La colline hantée, le village irlandais et des décors locaux ont été créés grâce au travail de Peter Ellenshaw dans deux importants studios les studios Disney à Burbank. Pour le village irlandais le directeur artistique William Tuntke a supervisé la création d'une église paroissiale et d'un centre-ville avec en son centre une croix celtique de 4 m de haut. Ellenshaw ajouta ensuite des œuvres de matte painting et Oliver Wallace compléta avec des musiques. Pour les effets spéciaux, le directeur artistique Carroll Clark s'excusa de ne pas à être à la hauteur et demanda à William Tuntke, plus technique que lui de le remplacer.
Durant le tournage, le studio utilise de nombreux effets spéciaux, que ce soit pour la scène de Darby jouant du violon au milieu des farfadets, le chariot de la mort qui traverse le ciel ou les apparitions-disparitions du roi tentant de parler à Katie dans son sommeil. L'effet spécial le plus courant pour obtenir deux tailles d'êtres humains, les normaux et les farfadets, est de faire deux films et de fusionner les deux pellicules mais l’œil se rend compte qu'il y a deux situations. Pour éviter cela, le studio a eu recours à la technique de l'éloignement et de la perspective : les personnages proches de la caméra paraissent plus grands que ceux qui en sont éloignés. L'avantage principal est que les acteurs jouent ensemble au même endroit, ce qui ajoute du réalisme.
Pour tourner dans les immenses décors requis avec l'usage de la perspective, les studios Disney ont dû construire un quatrième studio de tournage, le Studio 4 alors identique au Studio 2, avec ses 2 900 m2. Il sera scindé en deux en 1985, devenant les plateaux Studio 4 & 5. Quelques-unes des façades ont été déplacées et utilisées pour d'autres films dans une rue western installée à l'Est du studio, désormais disparue.
Alors que la précédente production de Disney, Quelle vie de chien ! (1959) est en noir et blanc, le film Darby O'Gill et les Farfadets utilise de nombreuses couleurs.

## Sortie et accueil
Afin de renforcer une forme de réalisme de l'existence des Leprechauns, la campagne publicitaire a inclus des annonces de rencontres et de négociations entre Disney et le Roi Brian des Leprechaun en vue de faire le film. Le générique du film comporte même un remerciement de Walt Disney pour cette coopération,. Avant la sortie du film, un épisode de l'émission Walt Disney Presents sur American Broadcasting Company diffusé le 29 mai 1959 et intitulé I Captured the King of the Leprechauns (J'ai capturé le roi des Leprechauns) a assuré la promotion du film,.
Fidèle à leur politique de l'époque, les studios Disney sortirent également en même temps deux adaptations du film en bande dessinée. La première en strip dominical du 3 mai au 30 août 1959 d'après un scénario de Frank Reilly et des dessins de Jesse Marsh. La seconde, dans un comic book publié en août 1959 avec des dessins d'Alex Toth. Après le film, l'actrice Janet Munro signe un contrat avec le studio tandis que Sean Connery attendra trois ans avant de devenir une vedette internationale grâce à la série James Bond.
Les plus élogieuses critiques sont du même genre que celle du New York Herald Tribune qui considère le film comme une « diversion innocente. » Le critique A. H. Weiler du New York Times indique que le film n'a pas séduit le jeune public américain en raison des accents irlandais trop prononcés et qu'il a été plus séduit par une rediffusion du court métrage Pique-nique sur la plage (1939). Le magazine Variety juge la performance d'Albert Sharpe « un joyau ... qui bénéficie d'une combinaison d'une fragile humanité, un côté aimable et d'un enclin pour l'avidité et la fierté. »
Le film est ressorti sur le grand écran en 1969 et 1977 puis en vidéo en 1981 et 1992.

## Analyse
Pour Leonard Maltin, Darby O'Gill et les Farfadets est non seulement l'un des meilleurs films de Disney mais aussi l'un des meilleurs films fantastiques en raison de son aspect convaincant, des efforts de crédibilités. Il est subjugué par la qualité des effets spéciaux qui donnent l'agréable sensation que les Leprechauns sont réels. Pour John West le film est l'une des meilleures comédies fantastiques de Disney car tous les prérequis sont présents, humour, musique entraînante, action, décors à couper le souffle et des effets spéciaux ingénieux. Sans la distribution de qualité, le scénario exceptionnel et des décors majestueux, le film ne serait jamais devenu un classique. Pour Steven Watts, Darby O'Gill et les Farfadets est une comédie familiale avec du folklore, l'un des types de productions réguliers du studio Disney dans les années 1950.
Maltin confirme que pour les ressorties du film aux États-Unis, la bande sonore a été doublée. Le film a attiré moitié moins de gens que Quelle vie de chien !. Ce mauvais résultat malgré le temps passé en production et le niveau de détail, sans parler du budget, a déçu Walt Disney et a finalisé le choix du studio de produire des comédies plus familiales les années suivantes.
Toutefois il n'en va pas de même pour les acteurs. Aux propos de Variety, Maltin ajoute que Jimmy O'Dea est le parfait roi qui possède le charme et la dévotion caractérisant les leprechauns. Janet Munro signe sa première participation à un film Disney avant de jouer dans d'autres films du studio. À ses côtés, un jeune acteur fait ses débuts, Sean Connery, qui pour Maltin n'impressionne pas encore. Pour John West au contraire les deux atouts du film sont les deux jeunes acteurs Janet Munro et Sean Connery. Darby O'Gill et les Farfadets est aussi la première réalisation à succès de Robert Stevenson pour Disney,. Le producteur Albert Broccoli explique que c'est en visionnant Darby O'Gill et les Farfadets qu'il décida d'engager Sean Connery pour interpréter James Bond.

## Adaptation littéraire
- 1960 : Les Trois Souhaits de Darby O'Gill, éditions Hachette, collection « Idéal-Bibliothèque », no 198